# Nemesszeghy Jenő
Nemesszeghy Jenő (Budapest, 1912. – Adelaide, Ausztrália, 1980. június 6.) grafikus, illusztrátor, díszlettervező.

## Élete
A pozsonyi kereskedelmi iskolában érettségizett, majd a budapesti és a prágai iparművészeti főiskolán folytatott képzőművészeti tanulmányokat. Középiskolásként a Szent György körösök és sarlósok által szervezett regös- és szociográfiai vándorlások rajzolója volt, számos népművészeti emléket, többek között Farnad faragott fejfáit is megörökítette. Rajzai a sarlós kongresszus néprajzi kiállításán is szerepeltek. Tanulmányai befejeztével Pozsonyban élt, Prágában, Füleken és Losoncon dolgozott. A reklámgrafikában, könyvillusztrálásban, borító- és plakáttervezésben volt sikeres.
A szlovák állam idején a Toldy Kör által kiadott irodalmi füzetsorozat fedőlapjait, pozsonyi és vidéki színpadok díszleteit tervezte, s művészi szépségű bábszínházat is kialakított. Részt vett a Kunstverein kiállításain. Az Egyesült Magyar Párt iparművészeti osztályát vezette s rendezte kiállításait. 1940-1944 között négy kiállítása volt. 1949 őszén elhagyta Csehszlovákiát, s rövid bécsi tartózkodás és kirakatrendezés után 1950-ben Ausztráliában telepedett le. Öt év fizikai munka után Adelaide-ben lett tervező rajzoló, majd a Metropolitan cég művészeti osztályának vezetője volt. 
A szlovák reklámkör grafikai tagozatának alelnöke volt. A birodalmi Royal Art Societynek tagja, ausztráliai csoportjának pedig elnöke volt. 1971-től tagja volt az Árpád Akadémia művészeti főosztályának. A 3. Ausztráliai Magyar Találkozó iparművészeti és képzőművészeti kiállításának rendezője.

## Elismerései
- 1976 arany Árpád-érem

## Művei
Számos olaj, akvarell- és pasztellképet festett. A Pozsonyi Városi Múzeum is vásárolt tőle képeket. Képei több ausztráliai gyűjteményben megtalálhatók.